# 813 (film 1923)
813, indicato anche con il titolo Rupimono (ルピモノ) è un film del 1923, diretto da Kenji Mizoguchi.
Sesta opera della filmografia del regista, è basata sul personaggio Arsenio Lupin di Maurice Leblanc.

## Distribuzione
Il film è stato distribuito esclusivamente in Giappone, essendo andato perduto.

### Date di uscita
- 31 maggio 1923 in Giappone[1][2]